# Benedetto Viale
Il Serenissimo Benedetto Viale (Genova, 1660 – Genova, 1749) fu il 144º doge della Repubblica di Genova e re di Corsica.

## Biografia

Stemma nobiliare dei Viale

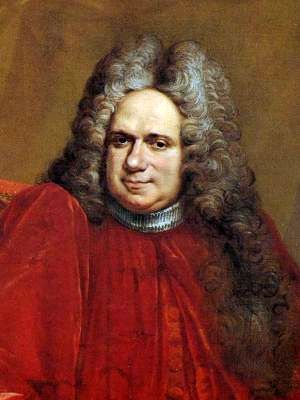
Dipinto del nobile

Nativo di Genova intorno al 1660, ricoprì i suoi primi incarichi pubblici in qualità di rappresentante della Repubblica di Genova in diverse corti europee: presso la Corona d'Aragona, a Roma alla Santa Sede, in Inghilterra, in Francia e nei Paesi Bassi.
Tornato nei confini genovesi, Benedetto Viale fu nominato sindacatore della Riviera Occidentale nel 1696, della Rota Criminale nel 1703 e nei magistrati della Guerra, dei Cambi e, ancora, membro tra gli Inquisitori di Stato nel 1713.
Elogiato e apprezzato per il suo corretto uso e pronuncia delle lingue, apprese e approfondite durante i soggiorni come diplomatico nella città capitolina, il Gran Consiglio lo elesse il 30 settembre 1717 nuovo doge di Genova: il novantanovesimo in successione biennale e il centoquarantaquattresimo nella storia repubblicana. In qualità di doge fu investito anche della correlata carica biennale di re di Corsica.
Del suo mandato è ricordata negli annali genovesi una grave crisi di siccità che colpì Genova e la Liguria nell'estate del 1718. Su suo espressivo ordine, per il 2 agosto, fu chiesto ai genovesi di chiudere ogni bottega e attività commerciale, pulire le strade della città come per l'annuale festività del Corpus Domini e - a mo' di grazia - recarsi ad una solenne processione religiosa con le ceneri del patrono, san Giovanni Battista. Qualche giorno dopo dal cielo piovve una modesta quantità di acqua che dissetò i campi e le genti: la popolazione, festante, e ancora per un ordine impartito dal doge Benedetto Viale intonò un Te Deum di ringraziamento.
Terminato il mandato il 30 settembre del 1719 è probabile che ancora ricoprì altre cariche pubbliche. Morì a Genova intorno al 1749 dove fu sepolto nella chiesa di San Rocco a Granarolo.
Dal matrimonio con Giovanna D'Aste ebbe un unico figlio, Agostino, che nel 1750 divenne doge di Genova.